# چوب سنگی‌شده
چوب سنگی‌شده، چوب‌سنگواره‌ یا سنگواره‌چوب (به انگلیسی: Petrified Wood) نامی است که به گونهٔ خاصی از بقایای فسیل شده گیاهان خاکی گفته می‌شود. سنگواره‌چوب محصول فرایند تحجر یک درخت یا گیاه مشابه آن است. این فرایند به‌واسطهٔ جایگزینی بافت سنگی به جای بافت چوبی و در نتیجه «معدنی شدن» است که خود غالباً شامل دو مرحله کانی‌زایی و جایگزینی است.

## تشکیل سنگواره‌چوب
در فرایند «سنگ‌شدن»، مواد آلی که در ایجاد دیوارهٔ سلولی نقش دارند با مواد معدنی (که غالباً از خانوادهٔ سیلیکات‌ها مثل اپال، سنگ یمانی یا کوارتز است) جایگزین می‌شوند. البته در برخی نمونه‌ها ممکن است ساختار اصلی بخشی از تنهٔ گیاه تا حدودی حفظ شده‌باشد. برخلاف سایر فسیل‌های گیاهی، که معمولاً به شکل فرورفتگی یا برجستگی هستند، «سنگواره‌چوب» یک ساختار سه‌بُعدی متشکّل از مواد آلی طبیعی و مواد معدنی است. فرایند سنگ‌شدن زمانی رخ می‌دهد که بافت چوبی در زیر زمین و در لابه‌لای رسوبات اشباع‌شده از آب یا زیر گدازه و خاکستر آتشفشانی دفن می‌شود. حضور آب، میزان دسترسی به اکسیژن را کاهش می‌دهد که این به‌نوبهٔ خود، مانع تجزیهٔ هوازی بافت چوبی توسط باکتری‌ها و قارچ‌ها می‌شود. این جریان آبِ سرشار از املاح معدنی در میان رسوبات، ممکن است در نهایت به «معدنی‌شدن» بینجامد. این رویه زمانی رخ می‌دهد که املاح معدنی با خروج از محلول و ته‌نشین‌شدن، فضای داخلی سلول‌ها و سایر فضاهای خالی را پر می‌کنند. در طول جایگزینی، دیوارهٔ سلول‌های گیاهی به‌مانند یک بستر برای رسوب املاح معدنی، عمل می‌کند. در این‌جا برای حفظ ساختار و جزئیات سلول، نیاز است که بین تخریب سلولز و لیگنین و جایگزینی آن‌ها با املاح معدنی، تعادل برقرار شود. در طول فرایند «سنگ‌شدن»، بیشتر مواد آلی غالباً تجزیه می‌شوند، بااین‌حال ممکن است مقداری لیگنین باقی بماند. نکته جالب در طول این فرایند، تأثیر دمای محیط بر سرعت آن است، به‌طوری که در اطراف چشمه‌های آب‌گرم، سیلیس با ساختار «اوپال-اِی»، با سرعت بیش‌تری به بافت چوب نفوذ و اطراف آن ایجاد روکش سیلیسی می‌کند. اگرچه «سنگواره‌چوب» غالباً محصول دفن‌شدن درختان در رسوبات دانه‌ریز دلتا و بستر رودخانه‌ها یا خاکستر و گدازه‌های خنک آتشفشانی است؛ بااین‌حال ممکن است یک جنگل هم با حفظ ساختار اصلی خود، دست‌خوش این تغییر شود که اصطلاحاً به آن «جنگل سنگی» یا «جنگل سنگواره‌چوب» گفته می‌شود. نمونه‌هایی از این جنگل‌ها در نقاط مختلف جهان وجود دارند که در ادامه به آن‌ها اشاره خواهد شد.

## عناصر سازنده
عناصری مانند منگنز، آهن و مس موجود در آب و رسوبات، سبب تظاهر طیف متنوعی از رنگ‌ها در «سنگواره‌چوب» می‌شوند. این درحالیست که خود بلورهای کوارتز، که کانی اصلی تشکیل‌دهندهٔ «سنگواره‌چوب» هستند، بی‌رنگ‌اند؛ اما وقتی سایر عناصر در طی فرایند به آن‌ها افزوده می‌شوند، رنگ زرد، قرمز یا رگه‌هایی از رنگ‌های ترکیبی دیگر را نمایان می‌کنند.
در فهرست زیر به عناصر قابل ترکیب به‌همراه گسترهٔ رنگ آن‌ها اشاره شده است:
•کربن: سیاه
•کروم:  سبز/ آبی
•کبالت:  سبز/ آبی
•مس:  سبز/ آبی
•اکسید آهن:  قرمز،  قهوه‌ای، و  زرد
•منگنز:  صورتی/ نارنجی
•اکسید منگنز:  نوک‌مدادی/ زرد
•سیلیسیم دی‌اکسید: بی‌رنگ/سفید/ خاکستری
در طول جایگزینی این عناصر ممکن است تمام ساختار تنهٔ گیاه، از ساختمان اصلی ساقه گرفته تا جزئیات میکروسکوپی آن، در «سنگواره‌چوب» حفظ شود، که غالباً شامل ساختارهایی مثل حلقه‌های درخت و بافت‌های مختلف گیاهی است. لازمهٔ این فرایند، همان‌طور که پیش‌تر اشاره شد، دفن شدن بافت چوبی در محیطی عاری از «اکسیژن» (محیط بی‌هوازی) و تماس مرتب آن با آب سرشار از املاح معدنی است.

## اکتشاف و کاربرد
به‌دنبال بحران اقتصادی ایالات متحدهٔ آمریکا در طول دههٔ ۱۹۳۰ میلادی، مردم برای گذران زندگی و کسب درآمد و با امید یافتن سنگ‌های زینتی یا گرانبها و تبدیل آن‌ها به جواهرات، به کوهستان‌ها و بیابان‌ها روی آوردند. در همین جستجوها بود که گروهی از سنگ‌ها با مشخصات «سنگواره‌چوب» یافت شدند. از آن پس، اصطلاحی به نام «سنگ‌کاوی» (به انگلیسی: Rockhounding) که علاقه‌مندان روی این کار گذاشته بودند، بر سر زبان‌ها افتاد. دیری نپائید که در سرتاسر ایالات متحدهٔ آمریکا، انجمن‌های متعددی در این زمینه شروع به کار کردند. کمی بعد کلکسیونرها شروع به برپایی فروشگاه‌های سنگ‌های زینتی کردند تا از این طریق، اجناس خود را به مردم بفروشند. سال‌ها یکی پس از دیگری می‌گذشت و در این بین «کاوشگران سنگ» با به‌کارگیری راه‌کارها، قالب‌ها و تجهیزات مختلف، مهارت خود را در ساخت جواهرات و زیورآلات بهبود بخشیدند. این‌گونه شد که نسل اول «کاوشگران سنگ» که مهارت و تجربهٔ لازم را در این زمینه کسب کرده بودند، آن را به علاقه‌مندان نوپای بعد از خود آموزش دادند و بدین ترتیب این صنعت به جزئی جدایی‌ناپذیر از جامعه مبدل شد. امروزه «سنگواره‌چوب» جایگاه ویژه‌ای را در صنعت جواهرسازی، تزئینات و دکوراسیون وسایل مثل میز و ساعت و حتی در حیطهٔ «طب سنتی» تصاحب کرده است.